# Dwergholsteeltje
Het dwergholsteeltje (Macbrideola cornea) is een schimmel behorend tot de familie Stemonitidaceae. Hij leeft saprotroof op naaldhout. Hij komt voor in naaldbos en gemengd bos.

## Verspreiding
In Nederland komt het dwergholsteeltje zeer zeldzaam voor.